# روديغر فيتيغ
روديغر فيتيغ (بالألمانية: Rüdiger Wittig )‏ (و. 1946  م) هو مؤلف، وعالم نبات، وأستاذ جامعي، وكاتب ألماني، ولد في هيرنه.